# Huntsville, Alabama
Huntsville este un oraș în Comitatul Madison, Comitatul Limestone și comitatul Morgan, Alabama, Statele Unite ale Americii. Este reședința de județ a comitatului Madison. Situat în regiunea Appalachian din nordul Alabamei, Huntsville este cel mai populat oraș din stat.
Huntsville a fost fondată pe teritoriul Mississippi în 1805 și a devenit un oraș încorporat în 1811. Când Alabama a fost admisă ca stat în 1819, Huntsville a fost desemnată pentru un an ca primă capitală, înainte de a fi mutată în așezări mai centrale. Orașul s-a dezvoltat pe dealurile din apropiere la nord de râul Tennessee, adăugând fabrici de textile la sfârșitul secolului al XIX-lea.

## Personalități născute aici
- Michael E. Brown (n. 1965), astronom;
- Jimmy Wales (n. 1966), informatician, om de afaceri, unul din fondatorii Wikipedia;
- Brian Reynolds (n . 1967), programator de jocuri video;
- Mark Lenzi (1968 - 2012), săritor în apă;
- Margaret Hoelzer (n. 1983), înotătoare;
- Debby Ryan (n. 1993), actriță.